# Hapalemur occidentalis
L'apalemure occidentale (Hapalemur occidentalis Rumpler, 1975) è una specie di lemure endemica del Madagascar.

## Descrizione
Si tratta di un lemure lungo fino a 65 cm, con la coda lunga quanto il corpo ed un peso complessivo raramente superiore al chilogrammo.

## Biologia
Ha abitudini notturne.
Non si conosce la sua dieta ma sembra avere una preferenza per le zone in cui siano presenti foreste di bambù.

## Distribuzione e habitat
Lo si trova in popolazioni sparse nella zona settentrionale ed occidentale dell'isola, includendo le zone di Ankarana e Analamerana nel nord, la valle del Sambirano e la penisola di Ampasindava a nord-ovest, e la striscia di foresta costiera occidentale fra i fiumi Mahavavy e Tsiribihina.

## Tassonomia
Fino a tempi recenti era considerato come sottospecie di Hapalemur griseus (H. griseus occidentalis) ma successivamente è stata elevata al rango di specie vera e propria.

## Conservazione
La IUCN Red List classifica Hapalemur occidentalis come specie vulnerabile.
Questa specie è protetta all'interno di diverse riserve naturali tra cui il parco nazionale di Masoala, il parco nazionale di Marojejy, il parco nazionale di Zahamena, il parco nazionale della Baia di Baly, la riserva naturale integrale di Betampona, la riserva naturale integrale dello Tsaratanana e la riserva speciale dell'Ankarana.